# Зграда на Тргу Павла Стојковића бр. 6 у Нишу
Зграда на Тргу Павла Стојковића бр. 6 је објекат који се налази у Нишу. Саграђена је пре 1900. године и представља непокретно културно добро као споменик културе Србије.

## Опште информације
Кућа на Тргу Павла Стојковића бр. 6 која је саграђена пре 1900. године, била је власништво апотекара Драгутина К. Величковића. Поседује једноставну правоугаону основу унутар грађевинског блока и веома је успешно уклопљена у целину низа. Карактеришу је плитка фасадна декорација, наглашен поткровни венац и пространи дрвени излози од пуне, лепо профилисане чамове грађе.
Уписана је у регистар Завода за заштиту споменика културе Ниш 1983. године.